# Nieuw Onrust
De eendenkooi Nieuw Onrust is een kooi in de Westpolder in de gemeente Het Hogeland in Groningen.
De kooi wordt beheerd door Het Groninger Landschap.
De naam verwijst naar de nabijgelegen boerderij Nieuw Onrust, de polderboerderij van Onrust in Midhuizen aan de weg van Ulrum naar Hornhuizen. De herkomst van de wat vreemde naam Onrust zou te maken hebben met het gelijknamige onderdeel van een horloge, het onderdeel dat nooit stilstaat. De naam zou erop slaan, dat een boer dag en nacht, zomer en winter bezig is.